# ラピタ人

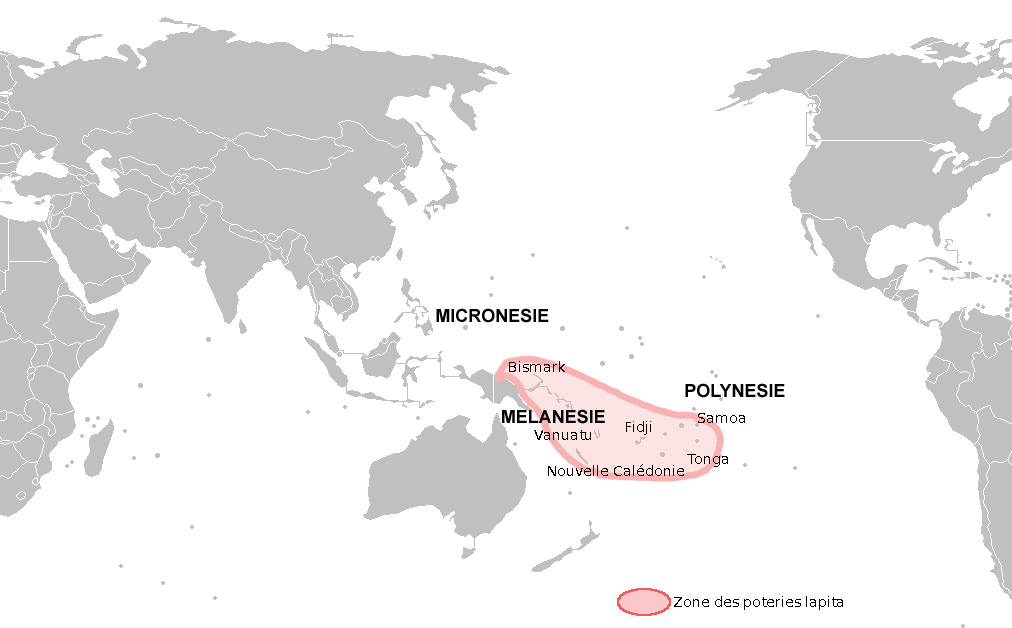
ラピタ人の広がったと考えられる範囲

ラピタ人（英: Lapita）は、人類史上初めて遠洋航海を実践し、太平洋の島々に住み着いたと思われる民族。

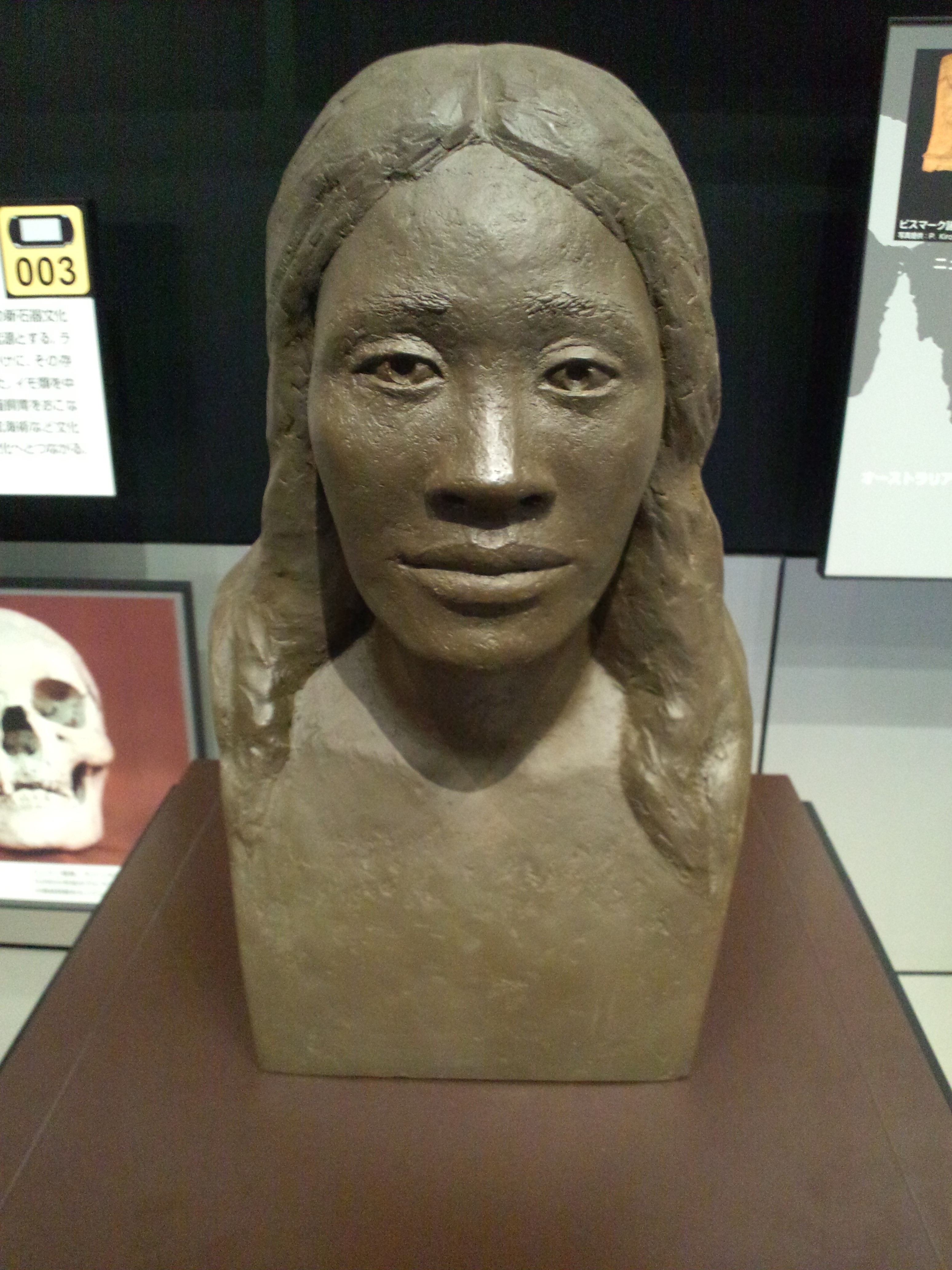
ラピタ人骨の復顔像（国立民族学博物館・大阪府吹田市）

1952年、ニューカレドニアで発見された土器が「ラピタ土器」と命名されたことから、この文化がラピタ文化と呼ばれるようになった。ポリネシア文化の源流とする考えが有力である。「ラピタ」という名前自体は、ニューカレドニアの現地語 (Haveke language) で「穴を掘ること」または「穴を掘った場所」を意味する「ハペタア (xapeta'a)」を発掘した遺物のことと誤解して付けられた。この文化が元々は何と呼ばれていたのかは、現在まで明らかにされていない。

## 歴史
ラピタ文化は今からおよそ3600年前にメラネシアで発生、高度な土器文化を持ちラピタ土器を残した。
ラピタ土器のうち古期のものは、紀元前1350年から同750年の間にビスマルク諸島で作られたものが見つかっている。その後紀元前250年ごろまでに、次第に多様化した。バヌアツやニューカレドニアには、その地方独自の様式が見られる。メラネシアやパプアニューギニアのウンボイ島 (en) でも見つかっているが、それらが絶えた後もフィジーでは作られ続けた。
またラピタ土器は、ポリネシア西部では紀元前800年くらいからフィジー、サモア、トンガの一帯で作られはじめた。トンガからサモアへ、つまりポリネシアの東方にむかって植民によってラピタの文化が広がっていき、続いてマルケサス諸島、ソシエテ諸島、さらにはハワイ、イースター島、ニュージーランドへと伝わった。しかしラピタ土器はポリネシアのほとんどの地域で途絶えた。これは小さな島などでは、土器を作るのに適した粘土が得られにくかったためと考えられる。

## 遺物
土器は低い温度で焼いて作られており、貝殻や砂を混ぜて作られたものもある。多くは歯型の文様が付けられたが、これは樹皮布や入れ墨などにも用いられていたと考えられている。ラピタ文化圏では文様のないもの、すなわち石製の鍬 (adze) などの人工遺物や、黒曜石、チャートなどで作られた石器も見つかっている。

## 経済活動
ブタ、イヌ、ニワトリなどの牧畜が行われていた。またイモや果実を収穫するための農業も行われており、主にヤムイモ、タロイモ、ココナツ、バナナ、パンノキなどが栽培されていた。これに加えて漁業が行われ、黒曜石や石の鍬、その原料となる各種の石や貝殻などとの交換による遠距離交易が行われていた。

## 風習
バヌアツ、エファテ島のテオウマ遺跡 (en) で2003年に見つかった古墳では、36体の遺体が25の墳墓または甕棺に埋葬されていた。遺体はすべて頭部を欠いており、これは一度埋葬した後に、頭部だけを取り去り巻き貝で作った指輪と置き換えていたためであった。その頭部は別に埋葬されており、埋葬されている老人の胸の上に３つの頭部が並べられていた墓が見つかっている。また見つかった甕棺の一つには、4羽の鳥が中をのぞき込む造形が見られた。炭素年代測定により、墳墓の中の貝殻はおよそ紀元前1000年ごろのものとされている。

## 植民
ポリネシアの西部では、人々の住む村落は大きな島の海岸沿い、あるいは小さな島に作られた。これは、ニューギニアの海岸などではすでに住んでいた別の民族との衝突を避けるため、あるいはラピタ人にとって致命的な病気であったマラリアを媒介する蚊をさけるためであったと考えられている。礁湖（ラグーン）の上に作られた高床建物も見つかっている。ニューブリテン島では内陸部、黒曜石の産地の近くに植民したのが分かっている。ポリネシア東部の島々では内陸部に、しばしば海岸から距離のある場所に入植していた。

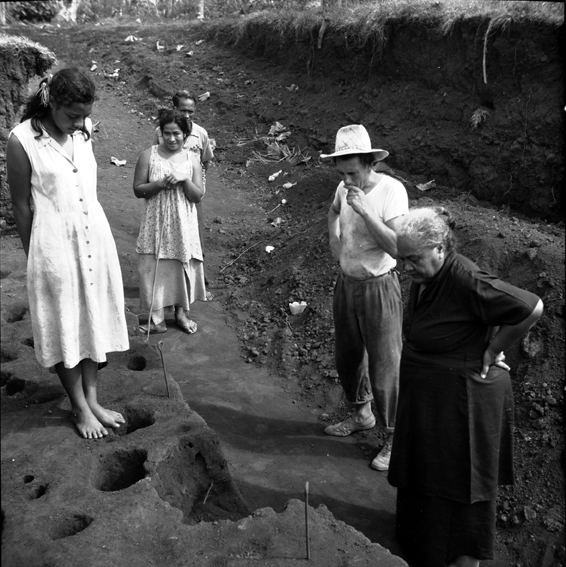
オークランド大学のジャック・ゴルソン (Jack Golson) とサモア人一家、サモア、ウポル島バイレレ村の発掘現場にて。1957年。

ラピタ土器はビスマルク諸島からトンガにかけて見つかっているが、その東端はサモア、ウポル島のムリファヌア村 (en) である。ここでは4288個の土器片と2個の石の鍬が見つかっている。炭素年代測定により紀元前3000年のものと見られている。
牧畜も、土器同様にオセアニアの各地に広まっていった。ラピタ人、家畜、その移動についてきた他の生物（おそらくナンヨウネズミなど）は、外来種として、結果的に多くの移住先で飛べない鳥を始めとする固有種を絶滅させることになった。

## 言語
ラピタ人の言語は、オーストロネシア語族のオセアニア言語の元となったオセアニア祖語 (Proto-Oceanic) だったであろうと考えられている。しかしこれまでに見つかっている考古学資料は言語に関するものが少なく、言語自体に関する資料は乏しい。

## 起源
ラピタ人のルーツは未解明の部分が多いが、台湾の土器との関連性が考えられている。わずかに発見されている人骨から、人種的には現在のポリネシア人に似た大柄な人々だったらしいと言われている。
その祖先はオーストロネシア語を話すモンゴロイド系の民族であり、元々は台湾にいたのだが、その一部は紀元前2500年頃に南下を開始した。フィリピンを経て紀元前2000年頃にインドネシアのスラウェシ島、ニューギニア島、メラネシアに到達した。ここでオーストラロイドのパプア先住民と混血し、ラピタ人の始祖となる。彼らは進路を東に変え、紀元前1100年頃にはフィジー諸島に到達する。現在、ポリネシアと呼ばれる地域への移住は紀元前950年頃からで、サモアやトンガからもラピタ人の土器が出土している。サモアに到達した時点 でラピタ人の東への移住の動きは一旦止まるのだが、その間に現在のポリネシアの文化が成立していったと考えられている。
5000〜6000年前の台湾または中国南部のオーストロネシア人 (en)は、新石器時代に人口増加により移住を余儀なくされ、東南アジア（台湾）から移動した（「ポリネシア特急」とも呼ばれる）のではないか、と考えられている。台湾の赤い細長い陶板に似た特徴がポリネシアの甕棺にも見つかっており、言語学的にも対応が見つかっていることが、それを裏付けているとする。
一部の研究者は、ラピタ人の移住は「トリプル I」に特徴づけられる、としている。それは
- intrusion - 新しい土地への侵入
- innovation - 新しい技術の獲得（アウトリガーカヌーなど）
- integration - すでにいる民族との統合

という3つの過程があることである、としている。
現在はインドネシアやマレーシアではラピタ人に関するものは見つかっておらず、そのためユーラシア大陸の民族とラピタ人を結びつける根拠はない。またそれとは別に、ビスマルク諸島では30,000年から35,000年前に人が住んでいたことから、これがラピタ人のルーツである、とする意見もある。それによると、ポリネシア西部でのラピタ人の広まりは、黒曜石の交易によるものである、とする。